# شینپاچی ناگاکورا
ناگاکورا شینپاچی (به ژاپنی: 永倉 新八 Nagakura Shinpachi); ۲۳ مهٔ ۱۸۳۹ – ۵ ژانویهٔ ۱۹۱۵)، فرمانده واحد دوم شینسنگومی بود.
ناگاکورا شینپاچی، فرمانده دسته دوم، به دلیل مهارت‌های برجسته شمشیرزنی‌اش به عنوان مربی گکن خدمت می‌کرد. طبق خاطرات آبه جورو، یکی از اعضای بازمانده از این واحد، «(از نظر آموزش شمشیرزنی) ناگاکورا کمی ماهرتر از اوکیتا سوجی بود.» حتی در جریان حادثه ایکِه‌دایا، در حالی که دیگر اعضای سپاه، از جمله اوکیتا سوجی، یکی پس از دیگری از گروه جدا می‌شدند، او خودش از ناحیه دست مجروح شد، اما او در کنار کوندو ایسامی تا پایان، در آن صحنه جهنمی جنگید. او پس از دوره میجی نوشته‌های مختلفی دربارهٔ شینسنگومی از خود به جا گذاشت. (او در ژانویه ۱۹۱۵ در سن ۷۷ سالگی در اوتارو، هوکایدو درگذشت)